# Rita Borsellino
Pour les articles homonymes, voir Borsellino.
Rita Borsellino, née le 2 juin 1945 à Palerme et morte le 15 août 2018 dans la même ville, pharmacienne de profession, est une femme politique italienne, engagée dans la lutte antimafia.

## Biographie

### Famille
Fille de Diego Borsellino (1910 - 1962) et de Maria Pia Lepanto (1910 - 1997). La famille de Rita est composée d'Adèle (1938 - 2011), des frères Paolo (1940 - 1992) et Salvatore (1942). Rita Borsellino est donc la sœur du magistrat antimafia Paolo Borsellino, assassiné par la mafia sicilienne en 1992.

### Vie politique
Ancienne présidente de Libera, une association italienne antimafia, elle s'engage dans la vie politique sicilienne pour mener à bien son combat contre la mafia après l'assassinat de son frère.
Le 29 mai 2005, elle affronte Salvatore Cuffaro, médecin, membre de l'Union des Démocrates-Chrétiens, pour la présidence de l'Assemblée régionale de Sicile. Président sortant de la région, Salvatore Cuffaro a vu sa législature entachée par des soupçons de liens avec la Mafia sicilienne.
Le 13 juillet 2008, se tient à Palerme l'Assemblée constitutive de Un’Altra Storia - Sicilia, une  nouvelle association politico-culturelle fondée par Rita Borsellino, à laquelle participent 250 délégués venus de toute l'île. L'association est née du mouvement qui soutient la candidature de Rita Borsellino pour la présidence de la région en Sicile en 2005 et se veut, aux dires de sa fondatrice, « un lieu en dehors des partis politiques permettant de donner la parole aux citoyens » et un espace de réflexion « pour aider à redéfinir une nouvelle politique de centre gauche. »
En avril 2008, elle est tête de file de la Gauche Arc-en-ciel en Lombardie.
Elle est tête de liste du Parti démocrate pour la circonscription d'Italie insulaire en juin 2009. Elle quitte le Parti démocrate en 2012 après sa défaite à la primaire en vue de l'élection municipale à Palerme face à Fabrizio Ferrandelli.

### Fin de vie
Elle meurt le 15 aout 2018 à Palerme.